# 贝纳迪诺·卡瓦列罗
胡安·贝纳迪诺·卡瓦列罗·德·阿尼亚斯科·伊·梅勒加莱霍（西班牙語：Juan Bernardino Caballero de Añasco y Melgarejo，1839年5月20日—1912年2月26日）是巴拉圭军人、政治家，第九任總統，全国共和协会－红党的创始人。

## 政治生涯
卡瓦列罗出生于伊比库伊，具有印加血统，早年参加了巴拉圭战争，因作战英勇，时人称其为“伊比库伊怪兽”，战争结束后，贝纳迪诺与坎迪多·巴雷罗交好，他们一同创办了人民俱乐部，萨尔瓦多·霍韦利亚诺斯总统即位后任命他为内政部长，胡安·鲍蒂斯塔·吉尔即位为总统后，又任命他为司法、宗教兼教育部长。1877年吉尔总统遇刺身亡后，他支持盟友坎迪多·巴雷罗成为新一届总统，期间他再度担任巴拉圭内政部长，直到巴雷罗于1880年逝世。
1880年，卡瓦列罗发动军事政变，逼迫副总统阿道尔夫·萨吉尔辞职，随后自任总统。在任期间，巴拉圭实现了户籍登记制度，并大力吸引欧洲移民前来定居，为此，前总统洛佩斯在巴拉圭占有的所有的土地都被卖光。巴拉圭最早的银行巴拉圭国家银行也得以创立。
1886年，不再担任总统，并把总统位置让给盟友帕特里西奥·埃斯科瓦尔，此后，反对派成立了自由党，而卡瓦列罗则在人民俱乐部的基础上创立了全国共和协会－红党，并自任党魁直到1904年离职。1912年逝世，安葬于國家英雄萬神殿。

## 后世纪念
卡瓦列罗在现代巴拉圭受到纪念，巴拉瓜里省的貝納迪諾卡瓦列羅將軍鎮以及科迪勒拉省的聖伯納迪諾均以他的名字命名，巴拉圭最有影响力的中学也被命名为國立貝納迪諾卡瓦列羅將軍學院。他的头像还被刻在500巴拉圭瓜拉尼硬币的正面。